# تيمن
التيمُّن في اللغة العربية كالأمثلة التالية.

## أمثلة
- السليم الذي لدغته مثلا حية تيمّنا بأن يسلم منها،
- المفازة الصحراء تيمّنا بأن يفوز عابرها بالنجاة،[2]
- المطبوب للمسحور على التفاؤل بالبرء،[2]
- أبو بصير الأعشى